# Milhac-de-Nontron
Pour les articles homonymes, voir Milhac (homonymie).
Milhac-de-Nontron [mijak də nɔ̃tʁɔ̃] est une commune française située dans le département de la Dordogne, en région Nouvelle-Aquitaine.
Elle est intégrée au parc naturel régional Périgord-Limousin.

## Géographie

### Généralités
Dans le nord du département de la Dordogne, à l'intérieur du parc naturel régional Périgord-Limousin, la commune de Milhac-de-Nontron se trouve dans le Nontronnais. C'est une commune rurale qui fait partie de l'aire d'attraction de Nontron, zonage d’étude défini par l'Insee, qui a remplacé en 2020 l'aire urbaine de Nontron dont la commune ne faisait pas partie. Elle est arrosée par le Trincou et son affluent le ruisseau de l'Étang-Rompu qui tous deux prennent leur source sur le territoire communal.
Le bourg, implanté à l'intersection des routes départementales (RD) 82E1 et 707, se situe, en distances orthodromiques, onze kilomètres au sud-est de Nontron et autant à l'ouest-nord-ouest de Thiviers.
La commune est également desservie par deux autres routes départementales, la RD 82 à l'est et la RD 83E1 au nord-est.
Sur l'ancien tracé de la ligne ferroviaire de Saint-Pardoux-la-Rivière à Thiviers, une voie verte traverse la commune du sud-est au nord-ouest sur plus de sept kilomètres. Elle croise au sud-est le sentier de grande randonnée GR 361 qui fait une incursion d'environ cinq kilomètres sur le territoire communal.

### Communes limitrophes
Milhac-de-Nontron est limitrophe de cinq autres communes.
| Saint-Pardoux-la-Rivière |                   | Saint-Saud-Lacoussière      |
| Saint-Front-la-Rivière   | Milhac-de-Nontron |                             |
|                          | Villars           | Saint-Martin-de-Fressengeas |

### Géologie et relief

#### Géologie
Situé sur la plaque nord du Bassin aquitain et bordé à son extrémité nord-est par une frange du Massif central, le département de la Dordogne présente une grande diversité géologique. Les terrains sont disposés en profondeur en strates régulières, témoins d'une sédimentation sur cette ancienne plate-forme marine. Le département peut ainsi être découpé sur le plan géologique en quatre gradins différenciés selon leur âge géologique. Milhac-de-Nontron est située dans le deuxième gradin à partir du nord-est, un plateau formé de roches calcaires très dures du Jurassique que la mer a déposées par sédimentation chimique carbonatée, en bancs épais et massifs.
Les couches affleurantes sur le territoire communal sont constituées de formations superficielles du Quaternaire, de roches sédimentaires  datant pour certaines du Cénozoïque, et pour d'autres du Mésozoïque et du Paléozoïque, ainsi que de roches métamorphiques et magmatiques. La formation la plus ancienne, notée ξ1, se compose de micaschistes lamelleux à deux micas, parfois grenats et silicates d'alumine (groupe de la Dronne, Néoprotérozoïque à Cambrien). La formation la plus récente, notée CFp, fait partie des formations superficielles de type colluvions indifférenciées de versant, de vallon et plateaux issues d'alluvions, molasses, altérites. Le descriptif de ces couches est détaillé dans  la feuille « no 735 - Thiviers » de la carte géologique au 1/50 000 de la France métropolitaine, et sa notice associée.

Carte géologique de Milhac-de-Nontron.

#### Relief et paysages
Le département de la Dordogne se présente comme un vaste plateau incliné du nord-est (491 m, à la forêt de Vieillecour dans le Nontronnais, à Saint-Pierre-de-Frugie) au sud-ouest (2 m à Lamothe-Montravel). L'altitude du territoire communal varie quant à elle entre 151 m au nord-ouest, près du lieu-dit Bordessoule, là où le ruisseau de Chantres, petit affluent de la Dronne, quitte la commune pour entrer sur celle de Saint-Pardoux-la-Rivière, et 331 m à l'extrême nord-est, en limite de la commune de Saint-Saud-Lacoussière.
Dans le cadre de la Convention européenne du paysage entrée en vigueur en France le 1er juillet 2006, renforcée par la loi du 8 août 2016 pour la reconquête de la biodiversité, de la nature et des paysages, un atlas des paysages de la Dordogne a été élaboré sous maîtrise d’ouvrage de l’État et publié en octobre 2020. Les paysages du département s'organisent en huit unités paysagères et 14 sous-unités. La commune fait partie du Périgord central, un paysage vallonné, aux horizons limités par de nombreux bois, plus ou moins denses, parsemés de prairies et de petits champs.
La superficie cadastrale de la commune publiée par l'Insee, qui sert de référence dans toutes les statistiques, est de 34,75 km2,,. La superficie géographique, issue de la BD Topo, composante du Référentiel à grande échelle produit par l'IGN, est quant à elle de 35,86 km2.

### Hydrographie

#### Réseau hydrographique

Réseaux hydrographique et routier de Milhac-de-Nontron.

La commune est située dans le bassin de la Dordogne au sein du Bassin Adour-Garonne. Elle est drainée par le Trincou, le ruisseau de Chantres, le ruisseau de l'Étang Rompu et par divers petits cours d'eau, qui constituent un réseau hydrographique de 22 km de longueur totale,.
Le Trincou, d'une longueur totale de 16,55 km, prend sa source dans la commune, à deux kilomètres au nord-est du bourg, et se jette dans la Côle en rive droite à Condat-sur-Trincou,. Il traverse la commune vers le sud sur quatre kilomètres et demi.
Affluent de rive gauche du Trincou, le ruisseau de l'Étang-Rompu prend également sa source dans le nord-est, près de Mazeroux, et arrose le territoire communal sur plus de six kilomètres.
Affluent de rive gauche de la Dronne, le ruisseau de Chantres, ou ruisseau de Lajaunie dans sa partie amont, prend sa source dans le nord-est, près du lieu-dit Lajaunie et baigne le nord de la commune en direction de l'ouest sur près de quatre kilomètres.

#### Gestion et qualité des eaux
Le territoire communal est couvert par le schéma d'aménagement et de gestion des eaux (SAGE) « Isle - Dronne ». Ce document de planification, dont le territoire regroupe les bassins versants de l'Isle et de la Dronne, d'une superficie de 7 500 km2, a été approuvé le 2 août 2021. La structure porteuse de l'élaboration et de la mise en œuvre est l'établissement public territorial de bassin de la Dordogne (EPIDOR). Il définit sur son territoire les objectifs généraux d’utilisation, de mise en valeur et de protection quantitative et qualitative des ressources en eau superficielle et souterraine, en respect des objectifs de qualité définis dans le troisième SDAGE  du Bassin Adour-Garonne qui couvre la période 2022-2027, approuvé le 10 mars 2022.
La qualité des eaux de baignade et des cours d’eau peut être consultée sur un site dédié géré par les agences de l’eau et l’Agence française pour la biodiversité.

### Climat
Pour des articles plus généraux, voir Climat de la Nouvelle-Aquitaine et Climat de la Dordogne.
Historiquement, la commune est dans une zone de transition entre les climats océaniques aquitain et limousin.  
En 2020, Météo-France publie une typologie des climats de la France métropolitaine dans laquelle la commune est exposée à un climat océanique altéré et est dans la région climatique  Aquitaine, Gascogne, caractérisée par une pluviométrie abondante au printemps, modérée en automne, un faible ensoleillement au printemps, un été chaud (19,5 °C), des vents faibles, des brouillards fréquents en automne et en hiver et des orages fréquents en été (15 à 20 jours).
Pour la période 1971-2000, la température annuelle moyenne est de 12,1 °C, avec  une amplitude thermique annuelle de 15,1 °C. Le cumul annuel moyen de précipitations est de 1 089 mm, avec 13,3 jours de précipitations en janvier et 7,3 jours en juillet. Pour la période 1991-2020, la température moyenne annuelle observée sur la station météorologique de Météo-France la plus proche, sur la commune de Saint-Martin-de-Fressengeas à 6 km à vol d'oiseau, est de 12,4 °C et le cumul annuel moyen de précipitations est de 1 050,4 mm,. 
La température maximale relevée sur cette station est de 38,9 °C, atteinte le 7 août 2020 ; la température minimale est de −11,8 °C, atteinte le 9 février 2012.
Pour afficher une liste d’indicateurs climatiques caractérisant la commune aux horizons 2030, 2050 et 2100 et pouvoir ainsi s'adapter aux changements climatiques, entrer son nom dans Climadiag-commune, un site de Météo-France élaboré à partir des nouvelles projections climatiques de référence DRIAS-2020.

## Urbanisme

### Typologie
Au 1er janvier 2024, Milhac-de-Nontron est catégorisée commune rurale à habitat très dispersé, selon la nouvelle grille communale de densité à 7 niveaux définie par l'Insee en 2022.
Elle est située hors unité urbaine. Par ailleurs la commune fait partie de l'aire d'attraction de Nontron, dont elle est une commune de la couronne,. Cette aire, qui regroupe 19 communes, est catégorisée dans les aires de moins de 50 000 habitants,.

### Occupation des sols
L'occupation des sols de la commune, telle qu'elle ressort de la base de données européenne d’occupation biophysique des sols Corine Land Cover (CLC), est marquée par l'importance des forêts et milieux semi-naturels (54,8 % en 2018), en augmentation par rapport à 1990 (53 %). La répartition détaillée en 2018 est la suivante : 
forêts (54,1 %), zones agricoles hétérogènes (44,4 %), milieux à végétation arbustive et/ou herbacée (0,8 %), terres arables (0,7 %). L'évolution de l’occupation des sols de la commune et de ses infrastructures peut être observée sur les différentes représentations cartographiques du territoire : la carte de Cassini (XVIIIe siècle), la carte d'état-major (1820-1866) et les cartes ou photos aériennes de l'IGN pour la période actuelle (1950 à aujourd'hui).

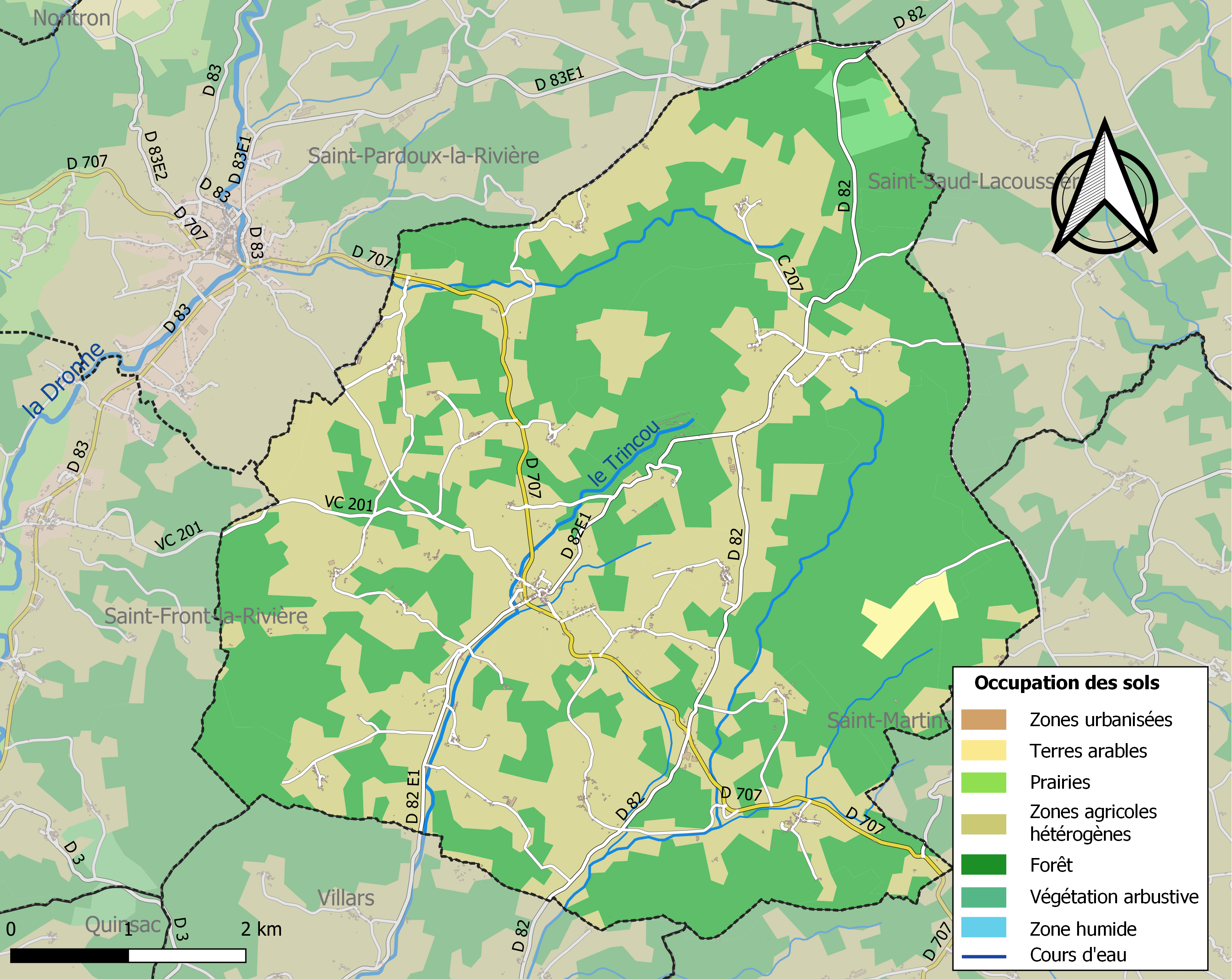
Carte des infrastructures et de l'occupation des sols de la commune en 2018 (CLC).

### Prévention des risques
Le territoire de la commune de Milhac-de-Nontron est vulnérable à différents aléas naturels : météorologiques (tempête, orage, neige, grand froid, canicule ou sécheresse), feux de forêts, mouvements de terrains et séisme (sismicité faible). Un site publié par le BRGM permet d'évaluer simplement et rapidement les risques d'un bien localisé soit par son adresse soit par le numéro de sa parcelle.
Milhac-de-Nontron est exposée au risque de feu de forêt. L’arrêté préfectoral du 14 mars 2013 fixe les conditions de pratique des incinérations et de brûlage dans un objectif de réduire le risque de départs d’incendie. À ce titre, des périodes sont déterminées : interdiction totale du 15 février au 15 mai et du 15 juin au 15 octobre, utilisation réglementée du 16 mai au 14 juin et du 16 octobre au 14 février. En septembre 2020, un plan inter-départemental de protection des forêts contre les incendies (PidPFCI) a été adopté pour la période 2019-2029,.

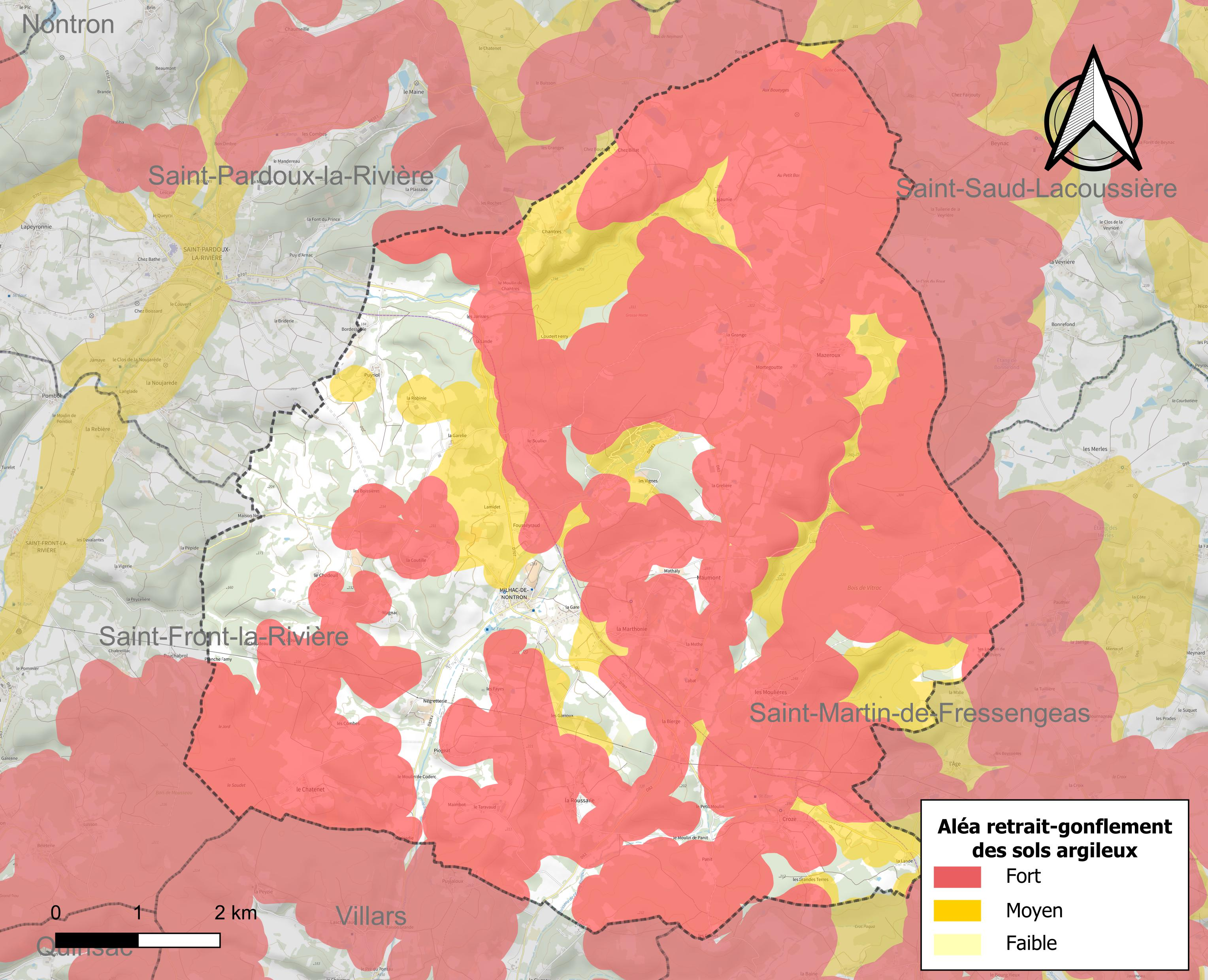
Carte des zones d'aléa retrait-gonflement des sols argileux de Milhac-de-Nontron.

Les mouvements de terrains susceptibles de se produire sur la commune sont des tassements différentiels. Le retrait-gonflement des sols argileux est susceptible d'engendrer des dommages importants aux bâtiments en cas d’alternance de périodes de sécheresse et de pluie. 80,8 % de la superficie communale est en aléa moyen ou fort (58,6 % au niveau départemental et 48,5 % au niveau national métropolitain). Depuis le 1er octobre 2020, en application de la loi ÉLAN, différentes contraintes s'imposent aux vendeurs, maîtres d'ouvrages ou constructeurs de biens situés dans une zone classée en aléa moyen ou fort,.
La commune a été reconnue en état de catastrophe naturelle au titre des dommages causés par les inondations et coulées de boue survenues en 1982 et 1999, par la sécheresse en 1992 et 2003 et par des mouvements de terrain en 1999.

## Toponymie
Milhac vient du gallo-roman Emelius, tiré du latin Aemelius. Aemelius était un nom de famille romain très répandu. Le nom latin Aemilius (ou Aemelia au féminin) est à l'origine un nom de gens (nomen gentilicium), c’est-à-dire le nom d'une grande famille patricienne romaine : la gens Aemilia. Cette famille comptait de nombreuses figures importantes de la Rome antique, comme les célèbres consuls Lucius Aemilius Paullus ou Marcus Aemilius Lepidus, membre du second triumvirat avec Octave (le futur Auguste) et Marc Antoine[réf. nécessaire].
En occitan, la commune porte le nom de Milhac de Nontronh,.

## Histoire
Des traces d'habitat néolithique ont été relevées sur le territoire communal.
Au XIIIe siècle, Millac était l'une des vingt-sept paroisses dépendant de l'archiprêtré de Condat dont le siège se situait à Champagnac.

## Politique et administration

### Intercommunalité
Fin 1995, Milhac-de-Nontron intègre dès sa création la communauté de communes du Périgord vert. Celle-ci est dissoute au 31 décembre 2013 et remplacée au 1er janvier 2014 par la communauté de communes du Périgord vert nontronnais. Au 1er janvier 2017, celle-ci fusionne avec la communauté de communes du Haut-Périgord pour former la communauté de communes du Périgord Nontronnais.

### Administration municipale
La population de la commune étant comprise entre 500 et 1 499 habitants au recensement de 2017, quinze conseillers municipaux ont été élus en 2020,.

### Liste des maires
| Période                                  | Période    | Identité                      | Étiquette   | Qualité                                                                                               |
| ---------------------------------------- | ---------- | ----------------------------- | ----------- | --- |
| Les données manquantes sont à compléter. |            |                               |             | |
| 1793                                     | 1800       | Pierre Puybonnieux            |             | |
| 1800                                     | 1803       | Ratinaud Lessard              |             | |
| 1803                                     | 1816       | André Pichon                  |             | |
| 1816                                     | 1831       | Jean Baptiste Martin          |             | |
| 1831                                     | 1836       | Jean Jules Puibareau          |             | |
| 1836                                     | 1839       | Jean Baptiste Martin          |             | |
| 1839                                     | 1843       | Jules Gilbert Delanoue        |             | Conseiller général des cantons de Saint-Pardoux-la-Rivière (1839-1848) et de Jumilhac-le-Grand (idem) |
| 1843                                     | 1857       | Jean Jules Puibareau          |             | |
| 1857                                     | 1869       | Jean Baptiste Martin          |             | |
| 1869                                     | 1870       | Alfred Besse Desmoulières     |             | |
| 1870                                     | 1871       | Victorin Martin               |             | |
| 1871                                     | 1875       | Alfred Besse Desmoulières     |             | |
| 1875                                     | 1878       | Jean Jules Puibareau          |             | |
| 1878                                     | 1892       | Charles Albert Pabot Lavergne |             | |
| 1892                                     | 1903       | Adrien Barry                  |             | |
| 1903                                     | 1912       | Élie Chadeau                  |             | |
| 1912                                     | 1915       | Alfred Besse Desmoulières     |             | |
| 1915                                     | 1919       | Jean Lavaud                   |             | |
| 1919                                     | 1947       | Alfred Besse Desmoulières     |             | |
| 1947                                     | 1953       | Paul Héraut                   |             | |
| 1953                                     | 1983       | Georges Combeau               | DVG         | |
| 1983                                     | 1997       | Hubert Combalier              |             | |
| août 1997                                | avril 2014 | Francis Leblanc               | SE puis DVD | Retraité                                                                                              |
| avril 2014 (réélu en mai 2020)           | En cours   | Pascal Méchineau              |             | Président de la CC du Périgord Nontronnais en 2025                                                    |

## Équipements et services publics

### Justice
Dans le domaine judiciaire, Milhac-de-Nontron relève : 
- du tribunal judiciaire, du tribunal pour enfants, du conseil de prud'hommes et du tribunal de commerce de Périgueux ;
- du pôle Nationalité du tribunal judiciaire de Périgueux (compétent uniquement dans le domaine de la nationalité) ;
- de la cour d'appel, du tribunal administratif et de la  cour administrative d'appel de Bordeaux.

## Population et société

### Démographie
Les habitants de Milhac-de-Nontron se nomment les Milhacois.
L'évolution du nombre d'habitants est connue à travers les recensements de la population effectués dans la commune depuis 1793. Pour les communes de moins de 10 000 habitants, une enquête de recensement portant sur toute la population est réalisée tous les cinq ans, les populations de référence des années intermédiaires étant quant à elles estimées par interpolation ou extrapolation. Pour la commune, le premier recensement exhaustif entrant dans le cadre du nouveau dispositif a été réalisé en 2008.

En 2022, la commune comptait 512 habitants, en évolution de −0,78 % par rapport à 2016 (Dordogne : +0,37 %, France hors Mayotte : +2,11 %).
| 1793  | 1800  | 1806  | 1821  | 1831  | 1836  | 1841  | 1846  | 1851  |
| ----- | ----- | ----- | ----- | ----- | ----- | ----- | ----- | ----- |
| 1 219 | 1 065 | 1 030 | 1 399 | 1 626 | 1 520 | 1 597 | 1 508 | 1 518 |

| 1856  | 1861  | 1866  | 1872  | 1876  | 1881  | 1886  | 1891  | 1896  |
| ----- | ----- | ----- | ----- | ----- | ----- | ----- | ----- | ----- |
| 1 519 | 1 540 | 1 505 | 1 519 | 1 529 | 1 546 | 1 778 | 1 447 | 1 510 |

| 1901  | 1906  | 1911  | 1921  | 1926  | 1931  | 1936  | 1946  | 1954  |
| ----- | ----- | ----- | ----- | ----- | ----- | ----- | ----- | ----- |
| 1 507 | 1 463 | 1 391 | 1 243 | 1 235 | 1 163 | 1 105 | 1 010 | 1 006 |

| 1962 | 1968 | 1975 | 1982 | 1990 | 1999 | 2006 | 2008 | 2013 |
| ---- | ---- | ---- | ---- | ---- | ---- | ---- | ---- | ---- |
| 800  | 740  | 702  | 636  | 573  | 611  | 603  | 601  | 541  |

| 2018 | 2022 | - | - | - | - | - | - | - |
| ---- | ---- | - | - | - | - | - | - | - |
| 495  | 512  | - | - | - | - | - | - | - |

## Économie

### Emploi
En 2015, parmi la population communale comprise entre 15 et 64 ans, les actifs représentent 182 personnes, soit 34,6 % de la population municipale. Le nombre de chômeurs (21) a augmenté par rapport à 2010 (18) et le taux de chômage de cette population active s'établit à 11,8 %.

### Établissements
Au 31 décembre 2015, la commune compte soixante-cinq établissements, dont trente-cinq au niveau des commerces, transports ou services, quinze dans l'agriculture, la sylviculture ou la pêche, sept dans la construction, cinq dans l'industrie, et trois relatifs au secteur administratif, à l'enseignement, à la santé ou à l'action sociale.

### Entreprises
Dans le secteur du BTP, parmi les entreprises dont le siège social est en Dordogne, la « Société d'exploitation des établissements Lionel Goudy » (travaux de charpente) implantée à Milhac-de-Nontron se classe en 37e position quant au chiffre d'affaires hors taxes en 2015-2016, avec 3 125 k€.

## Culture locale et patrimoine

### Lieux et monuments
- Église Saint-Martin, église fortifiée d'une commanderie templière[60]
- La chapelle de Chantres du XIIe siècle est ce qui reste du prieuré Saint-Blaise de l'ordre du Dalon[41].
- Au lieu-dit Fousseyraud, une maison du XIXe siècle est inscrite depuis 1974 au titre des monuments historiques pour ses façades et toitures[61]
- Une voie verte emprunte le parcours de l'ancienne voie ferrée de Thiviers à Saint-Pardoux-la-Rivière.

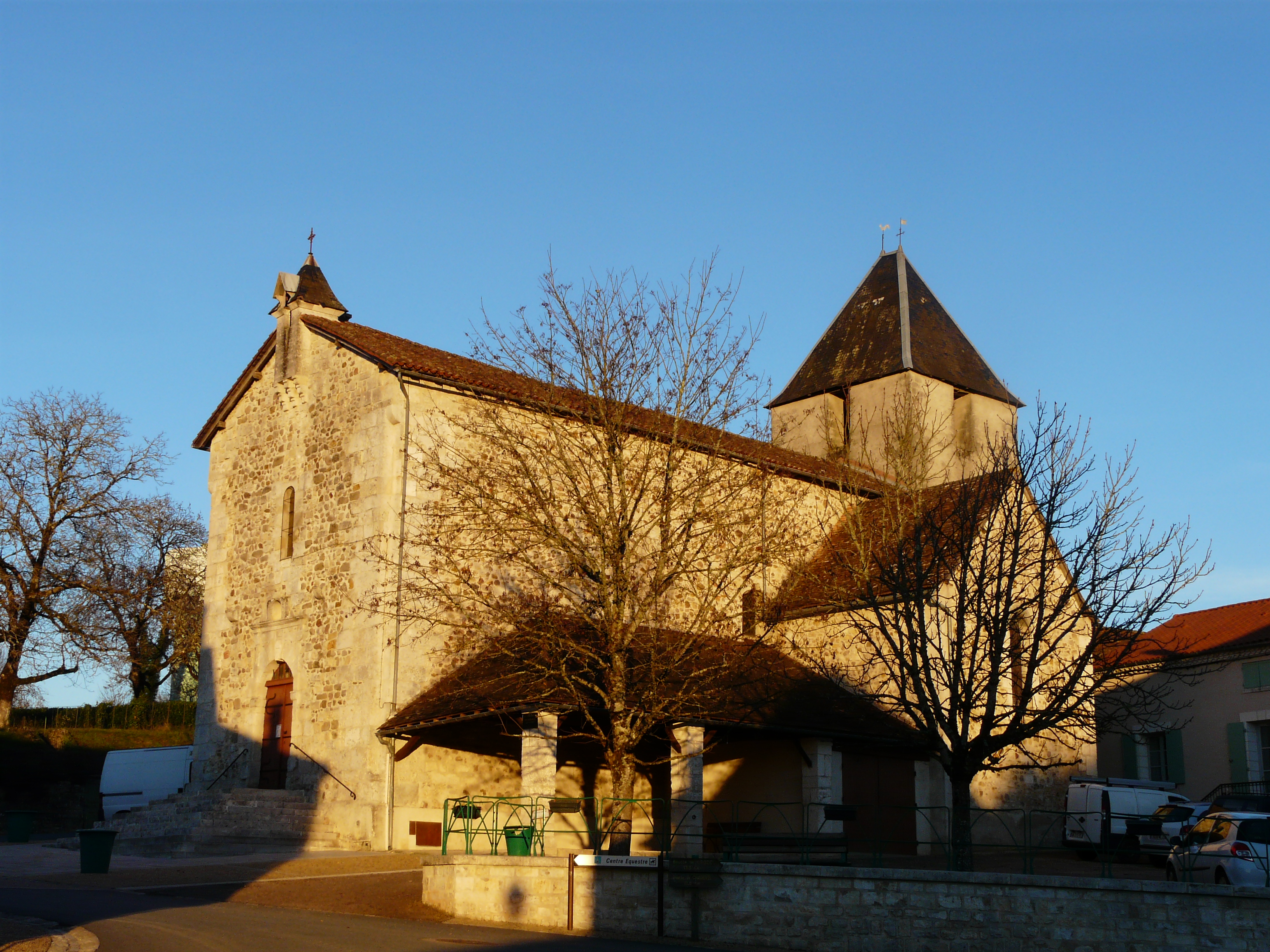
L'église Saint-Martin.
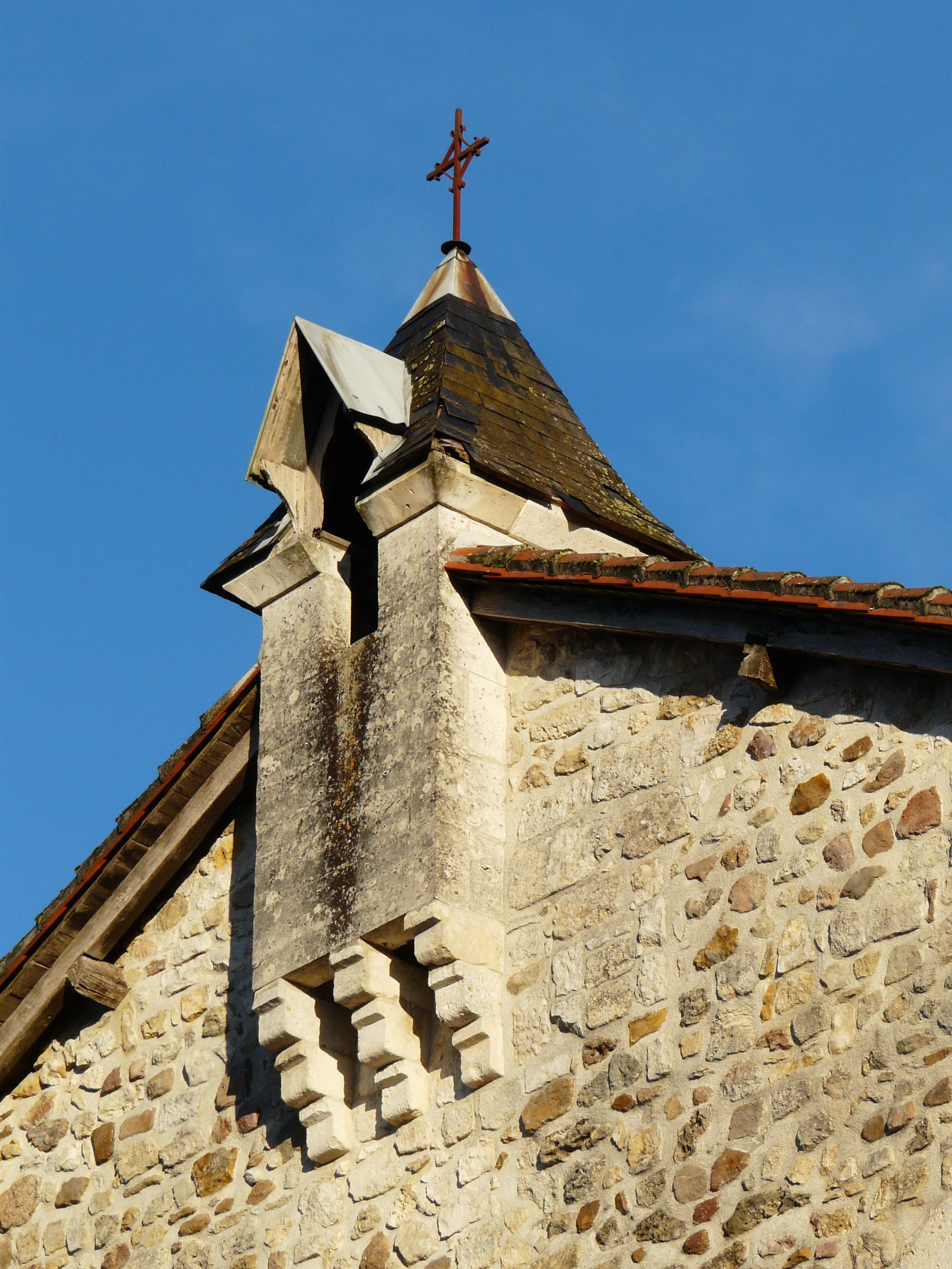
Chambre de défense de l'église fortifiée.
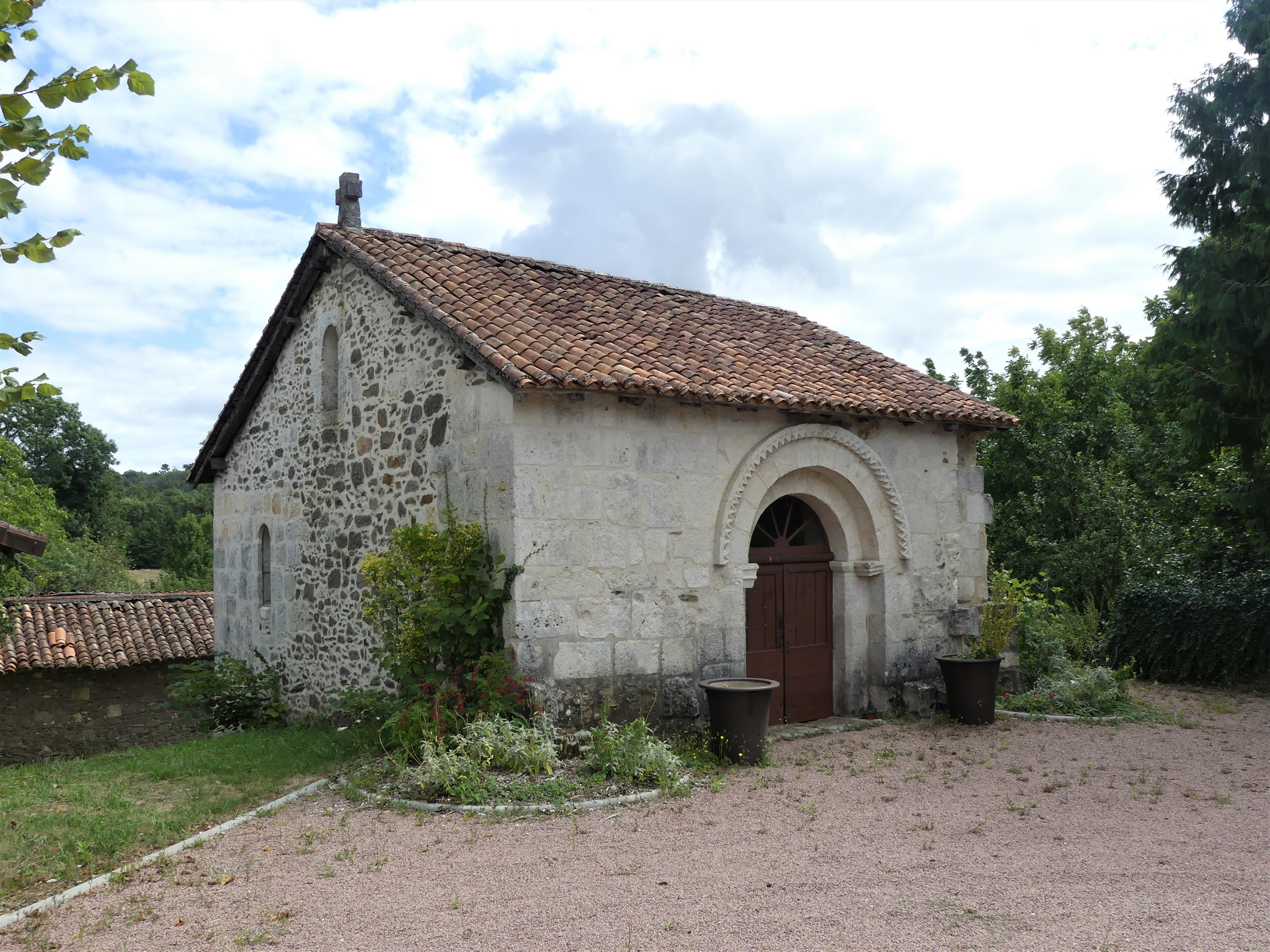
La chapelle de Chantres.

### Patrimoine naturel
Depuis sa création en 1998, le parc naturel régional Périgord-Limousin intègre la commune de Milhac-de-Nontron.
Au nord de la commune, le ruisseau de Chantres, affluent de la Dronne, est rattaché à la zone Natura 2000 du réseau hydrographique de la Haute Dronne.

## Pour approfondir